# Wołodar Murzin
Wołodar Arturowicz Murzin (ros. Володар Артурович Мурзин; ur. 18 lipca 2006 w Niżnym Tagile) – rosyjski szachista, arcymistrz od 2022 roku. Mistrz świata w szachach szybkich od 2024 roku.

## Kariera szachowa
W sierpniu 2016 roku wywalczył w Pradze tytuł mistrza Europy do lat 10, uzyskując wynik 7,5/9. We wrześniu 2018 roku (z wynikiem 8/9) zwyciężył w rozgrywanych w Rydze Mistrzostwach Europy do lat 12. W 2019 roku uzyskał tytuł mistrza międzynarodowego, a trzy lata później został arcymistrzem. W 2024 roku został mistrzem świata w szachach szybkich.